# Argema isis
Argema isis är en fjärilsart som beskrevs av L.Sonthonnax 1899. Argema isis ingår i släktet Argema och familjen påfågelsspinnare. Inga underarter finns listade i Catalogue of Life.